# Ак Барс (дворец единоборств)

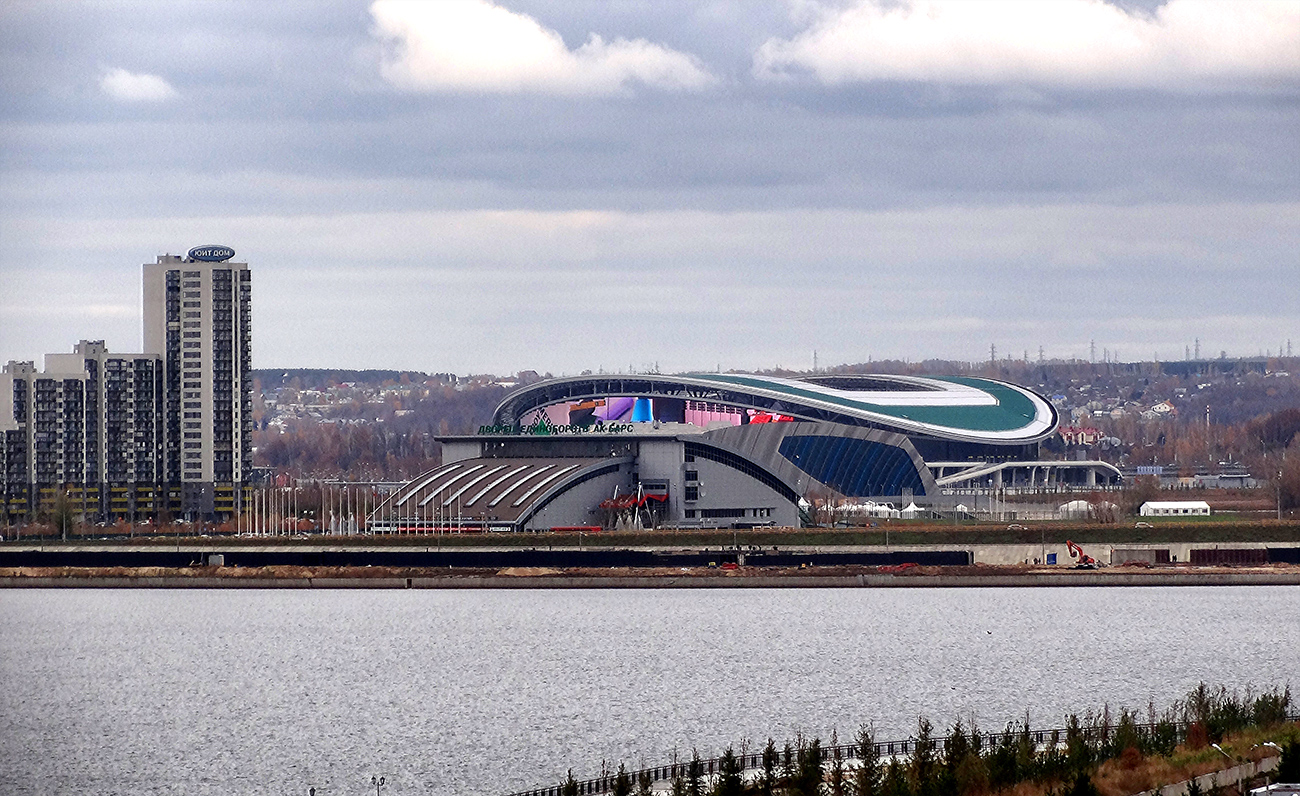
Дворец единоборств «Ак Барс». На заднем плане — «Казань Арена».

Дворец единоборств «Ак Барс» — крупное крытое спортивное сооружение в Казани. Один из немногих и крупнейших подобных специализированных в России и мире, дворец предназначен для проведения тренировок и соревнований преимущественно по единоборствам, однако может использоваться и как универсальный дворец спорта. Один из важнейших объектов летней Универсиады 2013 года.
Расположен в середине города, в южной части Ново-Савиновского района, на берегу реки Казанка, около моста «Миллениум», в начале проспекта Амирхана, недалеко от двух других важнейших объектов Универсиады — «Казань-Арены» и Дворца Водных видов спорта.
Общая площадь — более 17 000 квадратных метров. Вместимость главной арены — 2 000 зрителей. Оснащён всем необходимым для развития борьбы и различных видов единоборств: имеется 4 тренировочных зала, тренажерный зал, множество раздевалок с душевыми кабинами, восстановительный центр с саунами, гидропроцедурами и бассейном. Имеются секции по следующим видам единоборств: айкидо, армейский рукопашный бой, бокс, борьба на поясах, вольная борьба, греко-римская борьба, дзюдо, каратэ, киокусинкай, кендо, кикбоксинг, национальная борьба корэш, рукопашный бой, самбо, смешанные единоборства, техника уличного боя, тхэквондо, ушу, цигун. При дворце действует детско-юношеская спортивная школа по профильным видам спорта.
Сооружён по проекту ГУП «Татинвестгражданпроект» (Казань). Сдан в эксплуатацию в октябре 2009 года.
Во время Универсиады 2013 года — главная соревновательная арена по вольной борьбе, классической борьбе, борьбе на поясах и корэш. Во дворце прошли Чемпионат мира по бальным и спортивным танцам 2011 года, Чемпионат мира среди полицейских по дзюдо 2012 года, Чемпионат мира по тхэквондо 2016 года, Чемпионат мира по ушу 2017 года (вместе с Центром гимнастики), несколько чемпионатов мира по борьбе на поясах и борьбе корэш, Чемпионат Европы среди молодежи по фехтованию 2011 года, Европейский квалификационный турнир по тхэквондо в 2012 года, Чемпионат Европы по дзюдо 2016, Чемпионат Европы по самбо 2016 года, множество чемпионатов и первенств России и Татарстана по разным видам спорта и другим соревнованиям.